# Ranibennur
Ranibennur är en stad i distriktet Haveri i delstaten Karnataka i Indien. Folkmängden uppgick till 106 406 invånare vid folkräkningen 2011.